# 阪神高速道路
阪神高速道路（はんしんこうそくどうろ）
- 都市高速道路の名称。
- 上記高速道路を運営する「阪神高速道路株式会社」。阪神高速道路公団の後身。

本項ではこれらを総括して詳述する。
阪神高速道路（はんしんこうそくどうろ、英語: Hanshin Expressway）は、大阪市・神戸市とその周辺の地域に路線網を有する総延長294.7km（管理260.5km、新設34.2km）の有料の自動車専用道路。略称は阪神高速、阪高、阪神。なお、「阪神高速」は阪神高速道路株式会社の登録商標である。
道路法上は一般国道・大阪府道・兵庫県道、または大阪市・神戸市の市道である（府県道及び政令市の市道）。正式には、「○○府（県・市）道高速△△□□線」などの路線名が付けられているが、府道・県道番号は付かない。地域高規格道路の計画路線に指定されている。

## 阪神高速道路株式会社
阪神高速道路株式会社（はんしんこうそくどうろ、英: Hanshin Expressway Company Limited）は、2005年10月1日、高速道路株式会社法により設立された。道路関係四公団民営化により、阪神高速道路公団の業務を日本高速道路保有・債務返済機構とともに承継した。
政府及び地方公共団体が常時三分の一以上の株式を保有する特殊会社で、当分の間政府から債務保証を受ける。一方、営業年度毎の事業計画や社債の募集、資金の借入については国土交通大臣の認可を要する。
また会社は機構との協定に従い、政令で定められた機構への出資金・補助金の中から、建設費の一部につき無利子貸付が受けられる。
コーポレートスローガンは「先進の道路サービスへ」である。
| 年度       | 売上高           | 営業利益      | 経常利益      | 純利益        |
| ---------- | ---------------- | ------------- | ------------- | ------------- |
| 平成17年度 | 1,051億4,700万円 | 46億8,300万円 | 46億8,500万円 | 11億9,400万円 |
| 平成18年度 | 1,885億5,300万円 | 21億3,800万円 | 22億3,400万円 | 17億200万円   |
| 平成19年度 | 2,135億7,800万円 | 35億6,400万円 | 38億9,400万円 | 29億3,400万円 |
| 平成20年度 | 2,224億1,900万円 | 36億9,500万円 | 47億4,300万円 | 36億400万円   |
| 平成21年度 | 1,782億3,300万円 | 43億7,700万円 | 52億3,800万円 | 30億4,700万円 |
| 平成22年度 | 2,507億7,800万円 | 34億2,100万円 | 45億2,300万円 | 43億6,800万円 |
| 平成23年度 | 2,368億4,600万円 | 27億2,100万円 | 35億2,400万円 | 11億8,200万円 |
| 平成24年度 | 2,364億500万円   | 25億2,000万円 | 31億5,500万円 | 17億2,700万円 |

### 業務の範囲
従来の阪神高速道路の範囲において、日本高速道路保有・債務返済機構と締結した協定に基づき以下の業務を行う。
- 高速道路の新設又は改築、完了時には、道路資産と債務がともに機構に帰属する。
- 機構の保有する道路資産を有償で借り受けての、かかる高速道路の管理。

いわゆる上下分離方式を採用した中での「上」に相当する。
また、大阪市港湾局が管轄する大阪港咲洲トンネルおよび夢咲トンネルの管理運営を行っている。

### 子会社等
連結子会社
- 阪神高速サービス株式会社 - 休憩施設及び駐車場施設の運営・広報等
- 阪神高速技術株式会社 - 保全点検・維持修繕・道路情報サイト「はしれGo!」の運営
- 阪神高速パトロール株式会社 - 交通管理
- 阪神高速トール大阪株式会社 - 大阪地区の料金収受
- 阪神高速トール神戸株式会社 - 兵庫地区の料金収受
- 阪神高速技研株式会社 - 調査・設計・積算等

関連会社
- 株式会社情報技術
- 株式会社テクノ阪神
- 内外構造株式会社
- 株式会社ハイウェイ管制
- 阪神施設調査株式会社

関連公益法人
- 一般財団法人阪神高速道路管理技術センター
- 一般財団法人阪神高速地域交流センター

### 法人税の申告漏れ
2008年9月に、民営化直後の2005年10月から2008年3月までの3年間に渡り、約5億円の申告漏れを国税庁から指摘された。このうち約1億5,000万円については意図的な所得隠しと認定され、重加算税など約2億円を追徴課税された。この法人税の申告漏れ問題は、東日本・中日本・西日本の各高速道路会社でも判明している。
2013年6月には5億9,000万円の申告漏れを国税庁から指摘され、2億9,000万円を追徴課税された。高架橋工事に係る費用を経費（修繕費）として一括処理していたが、大阪国税局の調査で資本的支出と認定され、耐用年数に応じて経費を分散させる減価償却の処理を取るよう指示された。

## 路線

### 営業路線

京阪神地域におけるルート図。赤線が阪神高速。
8号京都線は2019年4月1日から第二京阪道路へ編入。
上図破線部一部の6号大和川線は全線開通済み。

首都高速道路と同じように、右側車線での分合流が多数ある。日本の道路では、一番右側の車線を追越車線、その他左側の車線が走行車線であるが、阪神高速道路にはこれが当てはまらず、単に右側車線、左側車線と呼ばれる。しかしながら高速車が右側車線、低速車が左側車線を走るのは、他の高速道路と同様である。
路線のほとんどが高架である。例外は、山地部や地下を通る7号北神戸線と31号神戸山手線、山岳トンネルを通る32号新神戸トンネル、11号池田線の伊丹トンネル、大部分が都市トンネルを通る2号淀川左岸線と6号大和川線である。また、13号東大阪線の難波宮跡付近では、遺跡保護のため地上を走る。11号池田線の梅田出入口はビル（TKPゲートタワービル）を貫通する特殊な構造である。
4号湾岸線と5号湾岸線と16号大阪港線が通る港大橋は日本第1位、世界第3位の最大支間長（510m）のトラス橋である。二階建て構造であり、上層の大阪市内方面を16号大阪港線、下層の神戸方面を5号湾岸線が通っている。
道路交通情報では、船場ランプは無いにもかかわらず「船場を先頭に渋滞○キロ。」と言う表現がなされることがある。13号東大阪線の西船場JCT - 東船場JCT間は船場センタービルの屋上に道路があり、この付近発生の渋滞の先頭は全て「船場-」と表される。環状線を通じて、全ての放射線に渋滞が渡っている事が多い。
以下の路線がある。1桁の路線番号は基幹となる路線、10番台は1号環状線からの放射線、30番台は3号の枝線の意味合いがある。これはスペインの高速道路でみられる路線番号の付け方に似ている。
- 1号環状線（環状部分）
- 2号淀川左岸線 （北港JCT - 海老江JCT）
- 3号神戸線 （阿波座 - 月見山（第二神明道路））
- 4号湾岸線 （天保山JCT - 南港JCT - りんくうJCT）
- 5号湾岸線 （南港JCT - 天保山JCT - 六甲アイランド北、名谷JCT - 垂水JCT）
- 6号大和川線 （三宝JCT・出入口 - 三宅JCT）
- 7号北神戸線 （伊川谷JCT - 西宮山口JCT、有馬口JCT - 柳谷JCT）
- 11号池田線 （中之島JCT - 池田、蛍池JCT - 池田木部）
- 12号守口線 （天神橋JCT - 守口、城北JCT - 森小路）
- 13号東大阪線 （西船場JCT - 水走（第二阪奈道路））
- 14号松原線 （えびすJCT - 松原JCT）
- 15号堺線 （高津 - 堺）
- 16号大阪港線 （西船場JCT - 天保山JCT - 南港JCT）
- 17号西大阪線 （南開JCT - 安治川）
- 31号神戸山手線 （湊川JCT - 白川JCT）
- 32号新神戸トンネル （国道2号 - 箕谷） - 神戸市道路公社から移管[9]

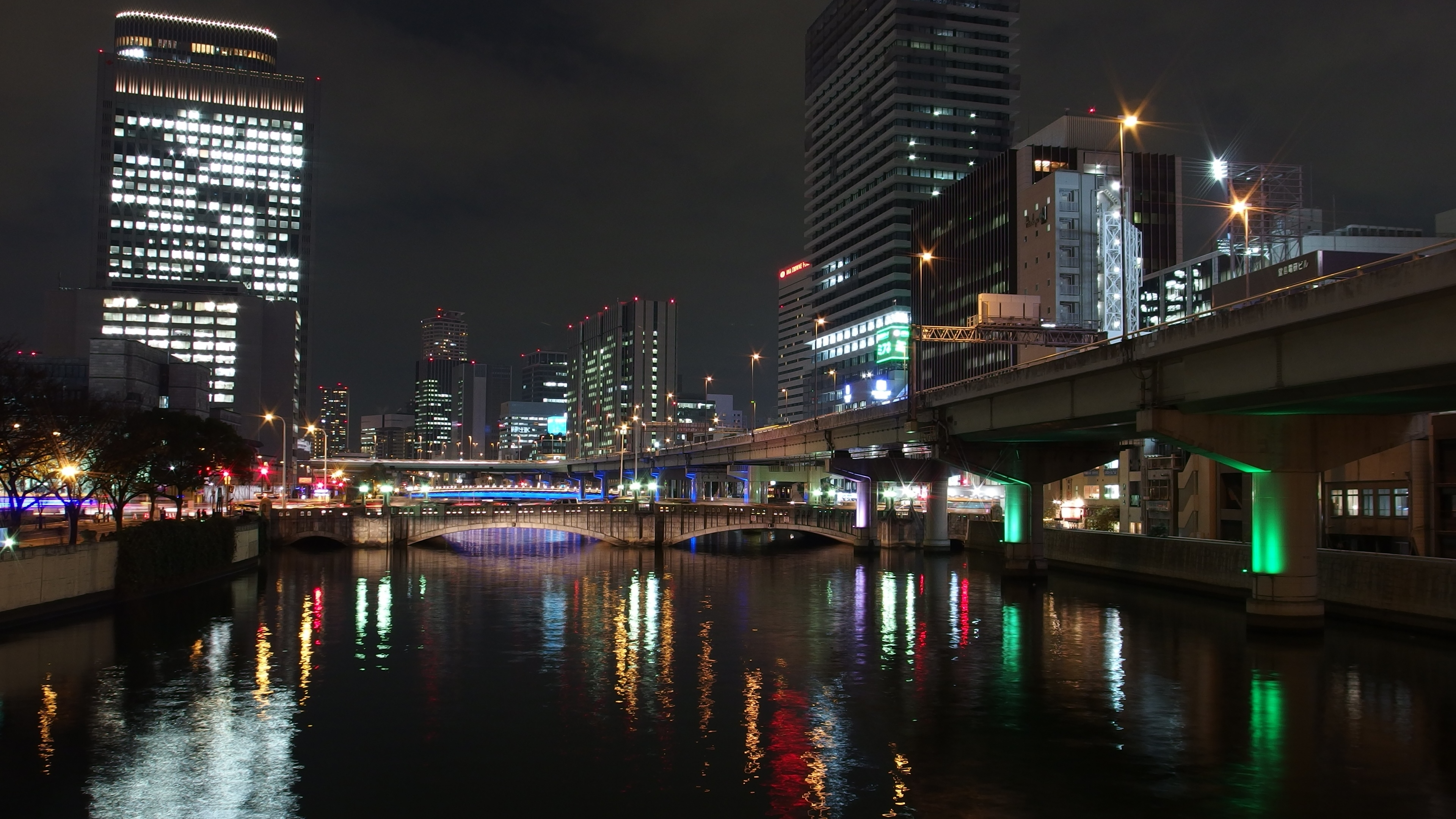
1号環状線
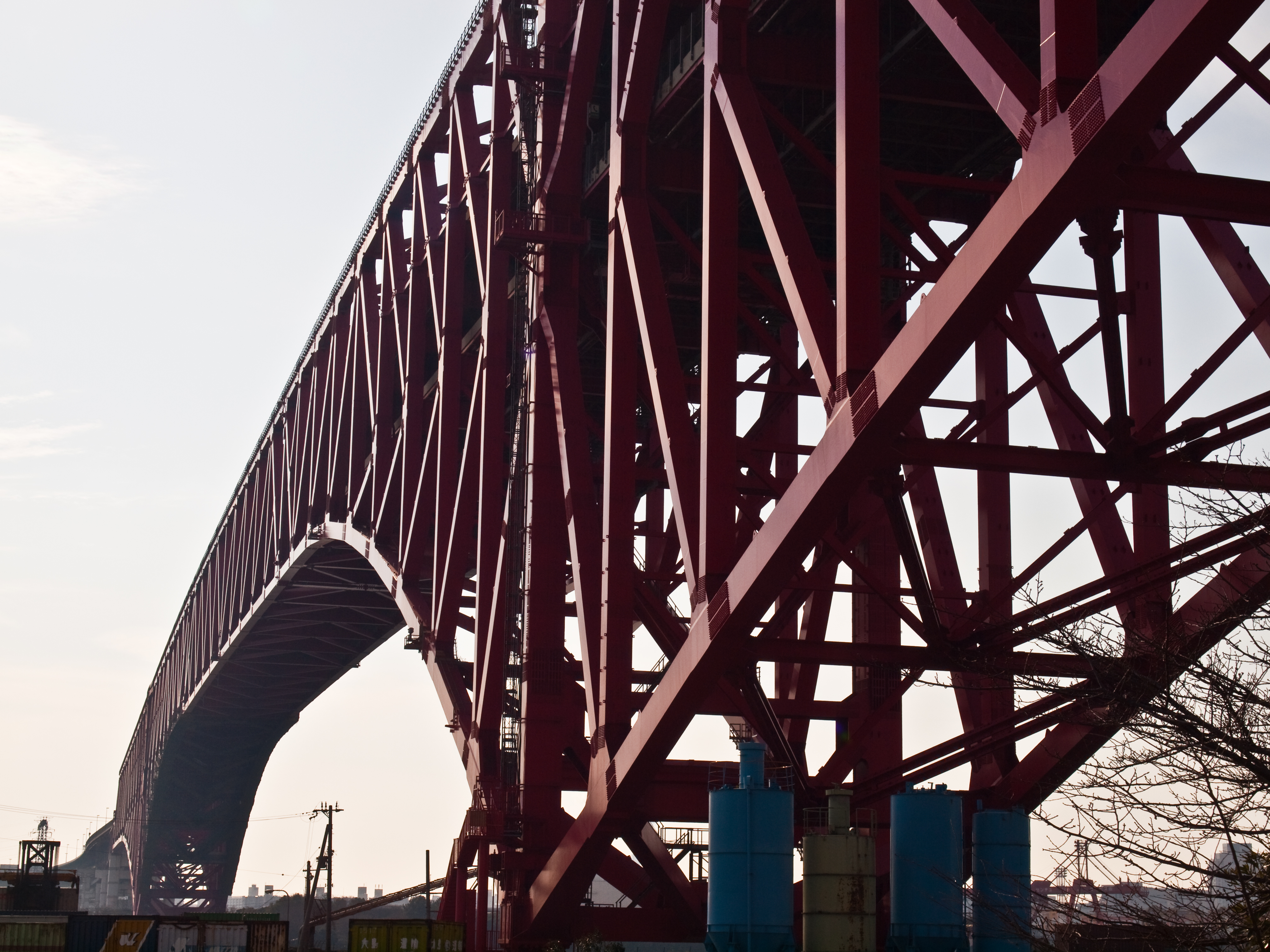
4号湾岸線・5号湾岸線・16号大阪港線（港大橋）
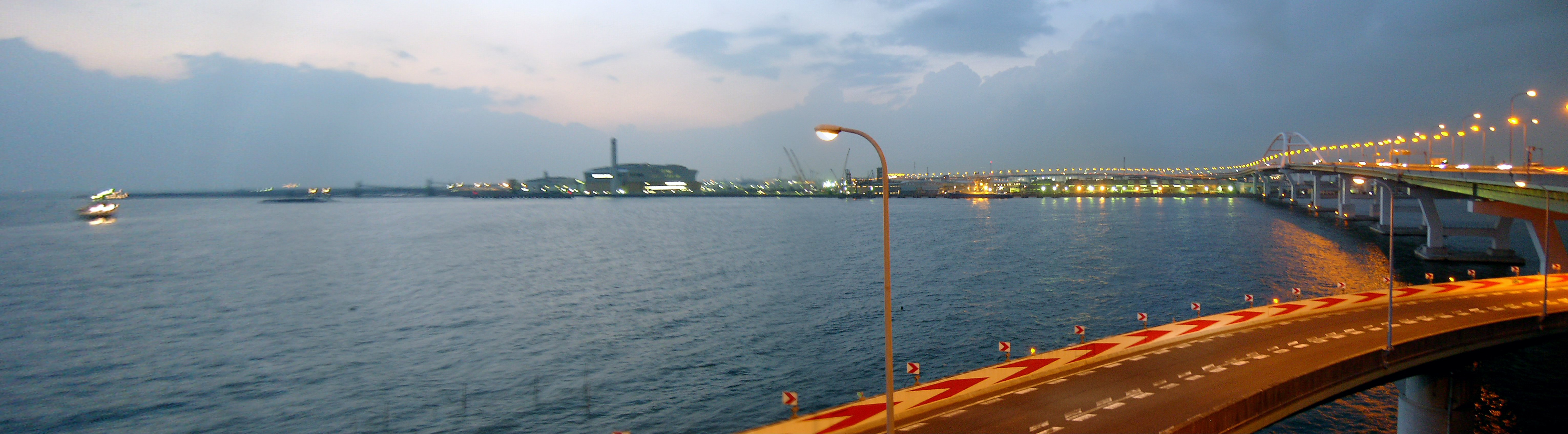
5号湾岸線（中島パーキングエリア）
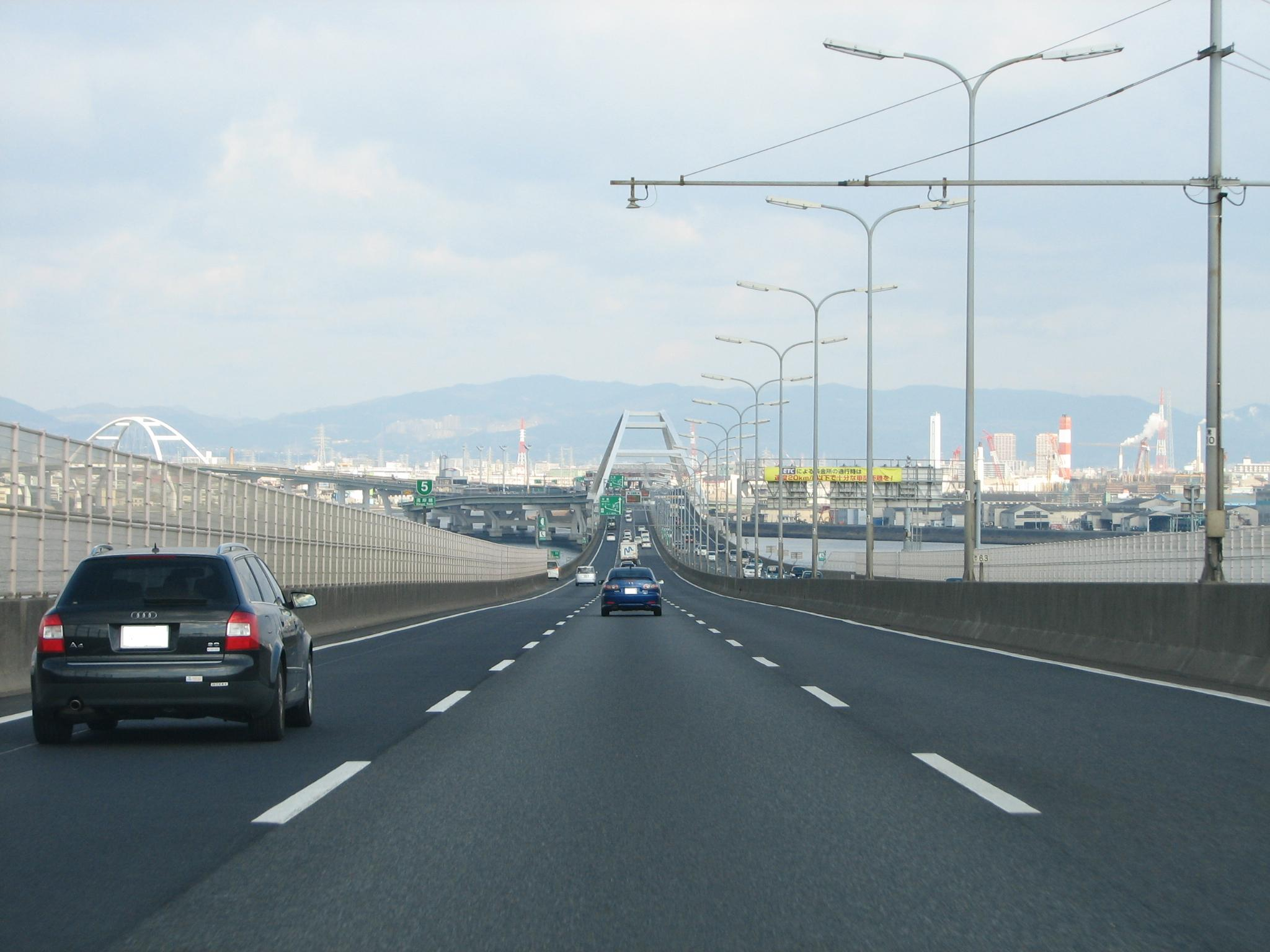
5号湾岸線
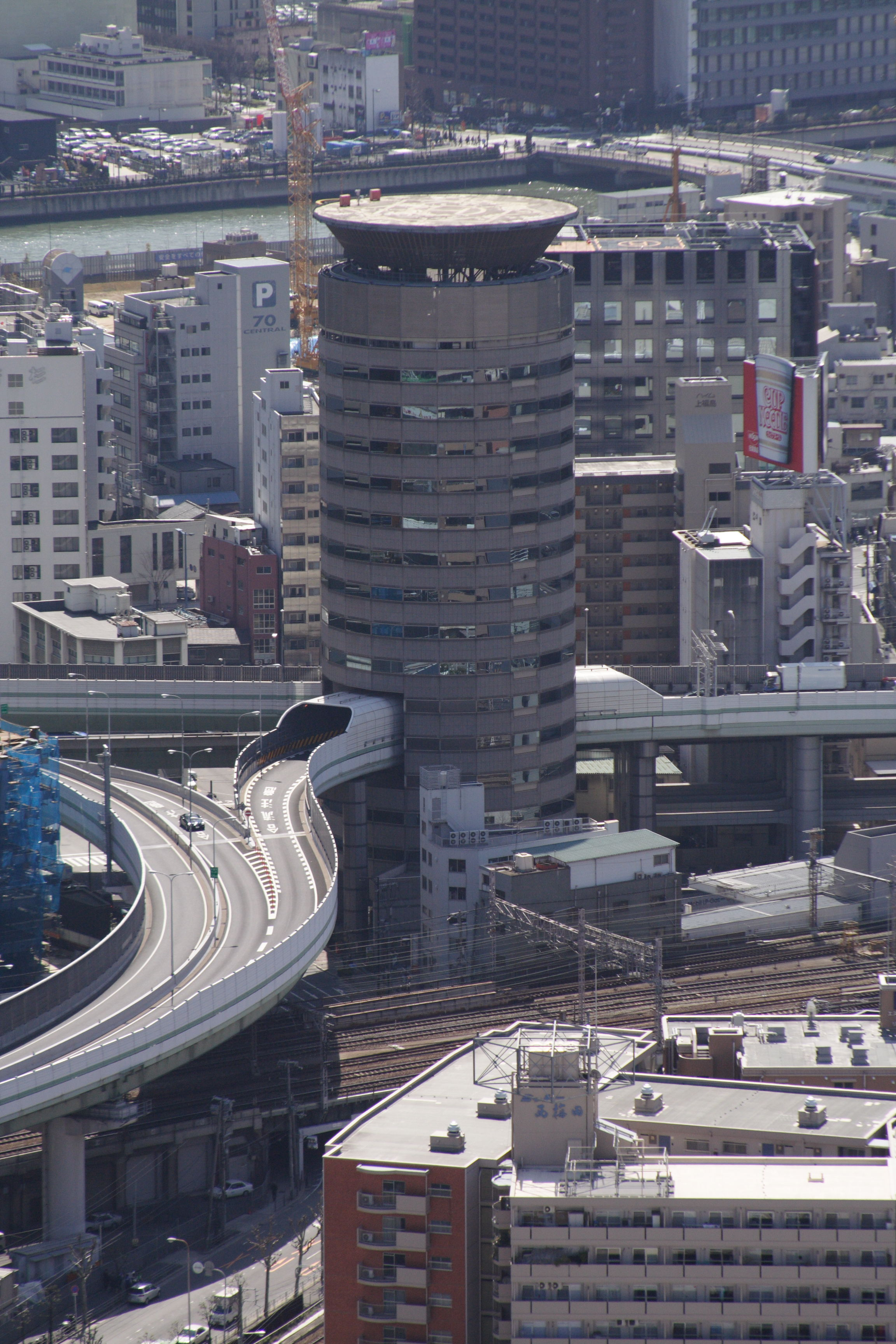
11号池田線（梅田出入口）
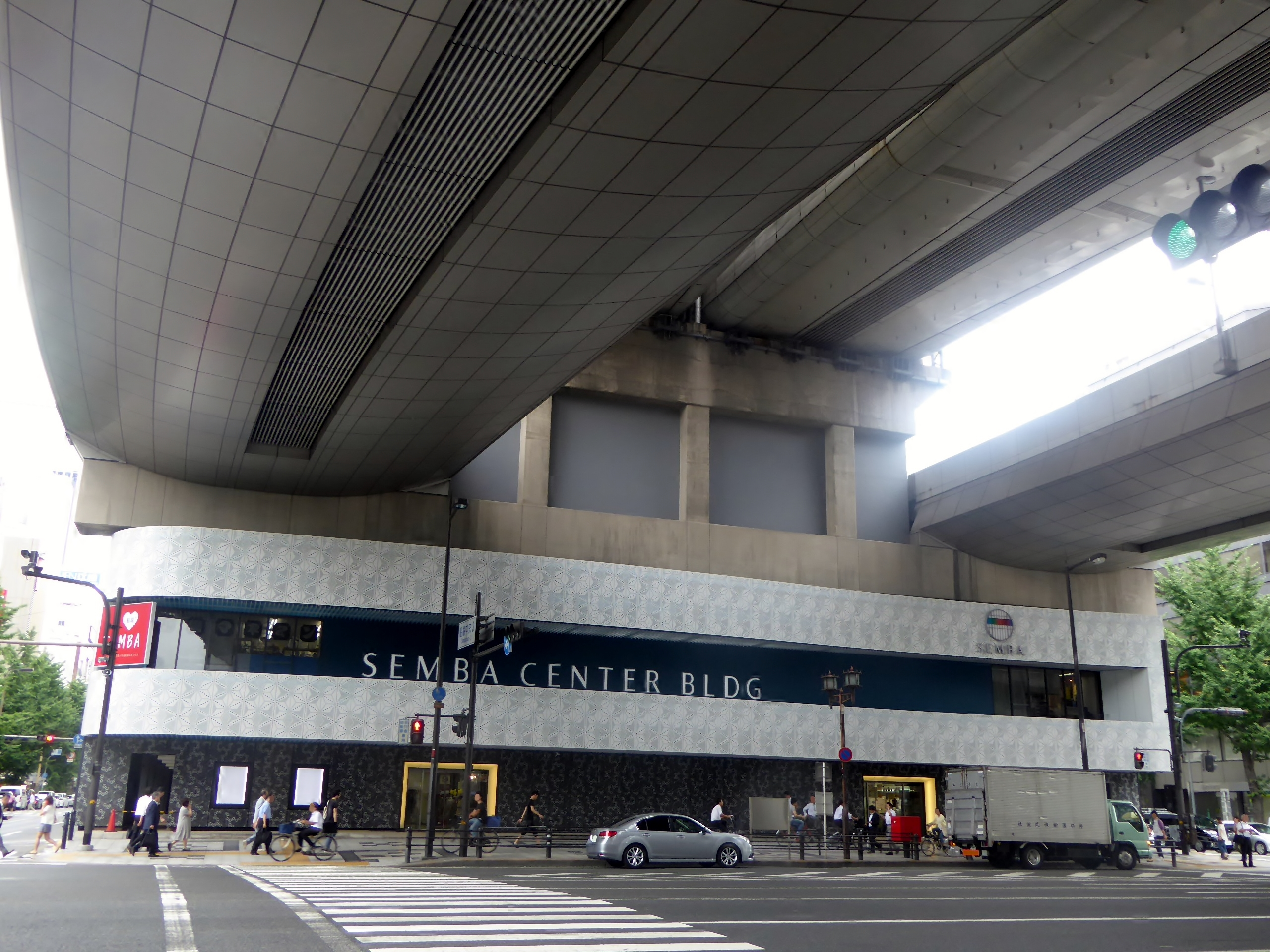
13号東大阪線（船場センタービル）
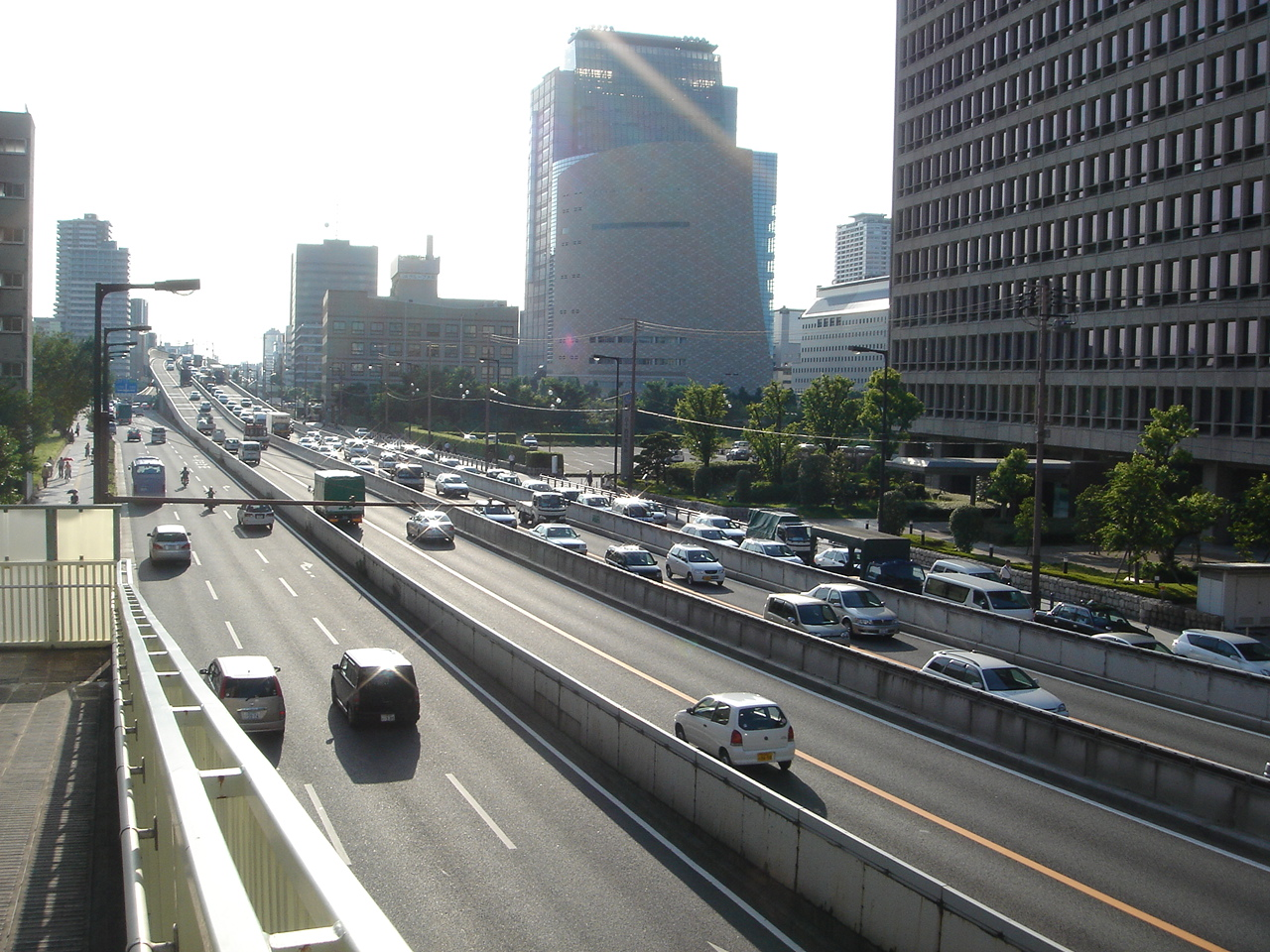
13号東大阪線（中央車線）

### 管理していた路線
- 8号京都線 （山科 - 伏見（第二京阪道路））
  - 唯一の京都府内を走る路線で、他の阪神高速の路線とは接続のない飛び地路線であった。2019年4月1日にNEXCO西日本と京都市へ移管。

### 建設中・事業中路線
- 阪神高速2号淀川左岸線
  - 淀川左岸線2期（2025年開通予定）
  - 淀川左岸線延伸部（2032年度開通予定）
- 大阪湾岸道路西伸部
  - 神戸山手線(南伸部)
- 名神湾岸連絡線

### 計画・構想路線
- 東神戸渡り線[10]
  - 東神戸線の3号神戸線と5号湾岸線を結ぶ部分。
- 神戸中央線（南伸部）[10]
  - 32号新神戸トンネルの南伸計画。
- 11号池田線の新名神高速道路までの延伸[10]

### 計画中止・廃止路線
- 第二環状線
- 大阪泉北線
- 武庫川線 - 昭和40年代に計画された、阪神高速3号神戸線と中国自動車道宝塚インターチェンジを接続する路線。
- 阪神間南北線（南北線） - 平成一桁代に計画された、阪神高速5号湾岸線と中国自動車道宝塚インターチェンジを接続する路線。
- 大阪高槻線 - 昭和40年代に計画された、大阪市内から高槻市辻子付近までの路線。

## 沿革
- 1962年（昭和37年）5月1日 : 阪神高速道路公団が発足。
- 1964年（昭和39年）
  - 6月28日 : 1号環状線（土佐堀 - 湊町）が南行き一方通行で開通（現在とは逆向き）。当時の正式名称は「大阪高速道路」。
  - 11月12日 : 1号環状線（出入橋 - 土佐堀）が開通。
- 1966年（昭和41年）10月18日 : 3号神戸線（京橋 - 柳原）が開通。開通までに正式名称を現在の「阪神高速道路」に改称。
- 1967年（昭和42年）
  - 3月10日 : 1号環状線全線が開通。
  - 8月29日 : 11号池田線（福島 - 豊中北）が開通。
- 1968年（昭和43年）5月1日 : 12号守口線（渡辺橋分岐 - 森小路）が開通。
- 1970年（昭和45年）
  - 3月8日 : 13号東大阪線（西横堀 - 法円坂）が開通。
  - 3月13日 : 14号松原線（環状線 - 阿倍野）、15号堺線（湊町 - 堺）、17号西大阪線全線が開通。
- 1974年（昭和49年）
  - 2月20日 : 16号大阪港線（西横堀 - 本田）が開通。
  - 7月15日 : 4号湾岸線（港晴 - 南港北）が開通。
- 1985年（昭和60年）8月10日 : 7号北神戸線（伊川谷JCT - 前開）が開通。
- 1989年（平成元年）: 路線番号制が設けられる。標識の文字にゴナが採用される。
- 1991年（平成3年）9月18日 : 5号湾岸線（港晴 - 中島）が開通。
- 1994年（平成6年）4月28日 : 2号淀川左岸線（北港JCT - 島屋）が開通。
- 1995年（平成7年）1月17日 : 阪神・淡路大震災により3号神戸線・5号湾岸線などが被災。神戸線は大規模に崩壊し、不通に。
- 1996年（平成8年）9月30日 : 3号神戸線が全面復旧[11]。
- 2003年（平成15年）8月26日 : 31号神戸山手線（白川JCT - 神戸長田）が開通。
- 2005年（平成17年）10月1日 : 特殊法人改革により民営化され、阪神高速道路株式会社が発足。道路などの施設は日本高速道路保有・債務返済機構の保有となる。
- 2008年（平成20年）1月19日 : 8号京都線（上鳥羽 - 巨椋池）が開通。
- 2012年（平成24年）
  - 1月1日 : 阪神圏が距離制料金に移行
  - 10月1日 : 新神戸トンネル有料道路を32号新神戸トンネルに名称変更した上で神戸市道路公社から移管。
- 2013年（平成25年）3月21日 : 6号大和川線（三宅西 - 三宅JCT）が開通。
- 2019年（平成31年）3月31日 : 8号京都線がNEXCO西日本と京都市に移管。
- 2020年（令和2年）
  - 1月29日 : 16号大阪港線⇒1号環状線西船場JCT渡り線（信濃橋ランプ側）開通。これで環状線機能が万全となる。
  - 3月29日 : 6号大和川線（鉄砲 - 三宅西）が開通。

道路・施設の老朽化が進んでいる路線は、毎年1路線選び、10-11月（以前は1-2月）の一週間程度に集中工事を行うが、工事が行われる区間では他の高速道路のような「夜間通行止め（概ね20時か21時-翌朝6時）」「終日車線規制（1車線のみ通行や片側交互通行など）」（以上は週末・祝日は規制を行わない場合がある）というやり方ではなく、短期間で数多くの工事を集中して展開するためのスピードアップを図る観点から曜日・時間を問わず「期間中終日通行止め」としている。なお、過去にはミニウェイを使い、車線規制なしで工事を行うこともあった。但し3号神戸線の場合に限り「終日車線規制」を行う場合がある。

## 通行料金
料金車種区分は高速自動車国道と同じ、軽自動車等・普通車・中型車・大型車・特大車の5区分である。

### 下限・上限料金、現金車の料金
2012年（平成24年）1月1日、料金圏（阪神東線・阪神西線・阪神南線）を撤廃し、ETC利用を基本とする対距離料金制に移行した。
2017年（平成29年）6月3日午前0時から、阪神高速の料金区分体系を高速自動車国道と同じ区分にし、それに合わせて大都市近郊区間と調整する、新たな距離別料金体制に移行した。
2024年（令和6年）6月1日午前0時から、料金打ち切りの上限距離を32.7kmから51.7kmに引き上げた。
ETC車（無線通行）
利用した入口-出口間の営業距離に応じて次表のようになる。
|          |          | 軽・普二輪・大二輪 | 軽・普二輪・大二輪 | 普通車   | 普通車   | 中型車   | 中型車   | 大型車   | 大型車   | 特大車  | 特大車  |
| 下限料金 | 上限料金 | 下限料金           | 上限料金           | 下限料金 | 上限料金 | 下限料金 | 上限料金 | 下限料金 | 上限料金 |         |         |
| -------- | -------- | ------------------ | ------------------ | -------- | -------- | -------- | -------- | -------- | -------- | ------- | ------- |
| ETC車    | ETC車    | 280円              | 1,590円            | 300円    | 1,950円  | 330円    | 2,310円  | 400円    | 3,110円  | 550円   | 5,080円 |
| 現金車   | 現金車   | 1,590円            | 1,590円            | 1,950円  | 1,950円  | 2,310円  | 2,310円  | 3,110円  | 3,110円  | 5,080円 | 5,080円 |

|          |          | 軽・普二輪・大二輪 | 軽・普二輪・大二輪 | 普通車   | 普通車   | 中型車   | 中型車   | 大型車   | 大型車   | 特大車  | 特大車  |
| 下限料金 | 上限料金 | 下限料金           | 上限料金           | 下限料金 | 上限料金 | 下限料金 | 上限料金 | 下限料金 | 上限料金 |         |         |
| -------- | -------- | ------------------ | ------------------ | -------- | -------- | -------- | -------- | -------- | -------- | ------- | ------- |
| ETC車    | ETC車    | 280円              | 1,090円            | 300円    | 1,320円  | 310円    | 1,410円  | 400円    | 2,080円  | 460円   | 2,650円 |
| 現金車   | 現金車   | 1,090円            | 1,090円            | 1,320円  | 1,320円  | 1,410円  | 1,410円  | 2,080円  | 2,080円  | 2,650円 | 2,650円 |

| 営業距離          | 普通車 | 大型車  |
| ----------------- | ------ | ------- |
| 6km以下           | 510円  | 1,030円 |
| 6km超 - 12km以下  | 610円  | 1,230円 |
| 12km超 - 18km以下 | 720円  | 1,440円 |
| 18km超 - 24km以下 | 820円  | 1,650円 |
| 24km超            | 930円  | 1,850円 |

- 30kmを超える区間についての上記料金は、高速道路利便増進事業による割引の扱いである（上限料金の引下げに係る割引）。
- 32号新神戸トンネルのみの利用は、普通車610円、大型車1,230円（ただし、西線内々利用割引により、普通車510円、大型車1,030円となる。）。

ETC車以外（現金支払い等）
利用した入口から最も遠い出口までの営業距離に応じて上表の料金となる。ただし、次表に掲げる入口から出口までの利用はその区間の営業距離による。
| 入口 → 出口                      | 営業距離 | 備考                     |
| -------------------------------- | -------- | ------------------------ |
| 池田木部 → 神田                  | 3.2km    | 池田線端末区間割引適用   |
| 川西小花 → 神田                  | 1.1km    | 池田線端末区間割引適用   |
| 第二阪奈 → 東大阪荒本・東大阪JCT | 3.6km    | 東大阪線端末区間割引適用 |
| 水走 → 東大阪荒本・東大阪JCT     | 3.0km    | 東大阪線端末区間割引適用 |
| 中野 → 東大阪荒本・東大阪JCT     | 0.9km    | 東大阪線端末区間割引適用 |
| 安治川 → 北津守                  | 3.1km    | 西大阪線端末区間割引適用 |
| 安治川 → 大正西                  | 1.5km    | 西大阪線端末区間割引適用 |
| 弁天町 → 北津守                  | 2.1km    | 西大阪線端末区間割引適用 |
| 弁天町 → 大正西                  | 0.5km    | 西大阪線端末区間割引適用 |
| 伊川谷JCT → 前開                 | 4.8km    |                          |
| 永井谷 → 前開                    | 2.9km    |                          |

- 上記にかかわらず、32号新神戸トンネルのみの利用は、普通車610円、大型車1,230円。移管前と同じく第二種原動機付自転車の通行も可能であり、50円の特定料金となる。
- 箕谷JCTを経由して32号新神戸トンネルと7号北神戸線を連続して通行する場合は、普通車930円、大型車1,850円。第二種原動機付自転車は、32号新神戸トンネル以外の阪神高速の路線を通行することはできない。
- 旧料金圏境をまたぐ利用の場合、最初の料金所で料金を支払って通行証（領収書と一体）を受け取り、2番目以降に通過する料金所では通行証を提示する。通行証を紛失した場合は、新たに料金を支払うことになる。また、通行証には有効時間があり、正当な理由（渋滞など）なく有効時間を過ぎた場合も新たに料金を支払うことになる。

営業距離について
- 往復で同一料金となるように、往復の平均距離が採用される。ただし、1号環状線内の出入口発着の場合は実際の距離が採用される。
- 入口-出口間で複数の経路がある場合、阪神高速のみを利用した最短経路で算出する。
- 乗り継ぎ制度を利用する場合、乗り継ぎ前の入口-出口間と乗り継ぎ後の入口-出口間を合算した距離となる。
- 2017年春供用開始予定である西船場JCTの信濃橋渡り線については、供用されたものとして算出する。
- 湾岸（垂水）線の垂水JCT-名谷JCT間および北神戸線の伊川谷JCT-永井谷JCT間の料金は、第二神明道路東側区間の料金に含まれるものとされている。

#### 端末区間割引
11号池田線、13号東大阪線および17号西大阪線のそれぞれ末端部分で実施していた特定料金は、割引として2014年（平成26年）3月31日まで継続された。
| 路線         | 区間                             | 割引前料金→割引後料金（▲割引額） | 割引前料金→割引後料金（▲割引額） |
| 路線         | 区間                             | 普通車                           | 大型車                           |
| ------------ | -------------------------------- | -------------------------------- | -------------------------------- |
| 11号池田線   | 神田 - 池田木部                  | 510円→310円（▲200円）            | 1,030円→620円（▲410円）          |
| 13号東大阪線 | 東大阪JCT - 西石切町（第二阪奈） | 510円→210円（▲300円）            | 1,030円→410円（▲620円）          |
| 17号西大阪線 | 北津守 - 安治川                  | 510円→210円（▲300円）            | 1,030円→410円（▲620円）          |

- 11号池田線および17号西大阪線のETC車は、さらに時間帯割引が適用されることがある。
- 13号東大阪線と近畿道との乗継利用の場合、NEXCOとの乗継割引を重複適用した料金も上記の額となる（端末区間割引による割引額は普通車210円、大型車410円となる）。
- 障害者割引の重複適用は行わない。

### 乗り継ぎ
阪神高速道路は、路線間の接続を一般道路経由の乗り継ぎに依存している部分が少なくない。次に掲げる出入口を経由して指定時間以内に通行する場合は、1回の利用とみなす。
乗継券の記述は、ETC車以外についてのものである（ETC車は、乗継券は不要で指定出入口を無線通行すればよい）。右方向矢印（→）は、相互ではなく左側の出口で流出し右側の入口で流入する場合のみに限られる。
- 15号堺線  堺 ⇔ 4号湾岸線  大浜（南行入口または北行出口に限る）
  - 出口で乗継券を発行。
- 3号神戸線 摩耶・京橋（いずれも西行入口または東行出口に限る） ⇔ 5号湾岸線 住吉浜・六甲アイランド北
  - 神戸線から湾岸線へは、通行証が乗継券を兼ねる。湾岸線から神戸線へは、住吉浜出口または魚崎浜入口で乗継券を発行。
  - ハーバーハイウェイなど、阪神高速以外の有料道路は別に料金が必要である。
- 16号大阪港線 波除 → 1号環状線 堂島
  - 出口で乗継券を発行。
- 3号神戸線 中之島西 → 1号環状線 堂島
  - 出口で乗継券を発行。
- 3号神戸線 生田川 ⇔ 32号新神戸トンネル 国道2号
  - ETC車限定。
- 15号堺線住之江 ⇔ 6号大和川線 鉄砲
  - ETC車限定、20時 - 翌6時のみ[19]。

#### 14号松原線工事通行止に伴う措置
- 14号松原線 駒川・喜連瓜破 ⇔ 6号大和川線 三宅西[20]
  - 2022年6月1日4時から工事完了予定の2025年3月末までの約3年間、松原線の喜連瓜破 - 三宅JCTが通行止となることに伴う、一般道を利用した迂回に対する乗継措置。乗継有効時間は3時間以内。ETC搭載車については阪神高速を連続で利用したものとして、実際の利用距離に応じた料金に自動調整される。後述は一般車に対する乗継措置となる。
  - 三宅西から駒川・喜連瓜破へ乗り継ぐ際は、三宅西出口で一旦通行料金を精算し、駒川入口又は喜連瓜破入口（喜連瓜破では自動収受機は利用しないこと）ではスタッフに申告の上、「三宅西出口で発行された領収書（利用証明書/通行証）を提示」して、「駒川入口料金所又は喜連瓜破入口料金所で通常支払う金額から、三宅西出口料金所で支払った金額を差し引いた金額（差額料金）」を支払う。
  - 駒川・喜連瓜破から三宅西へ乗り継ぐ際は、三宅西入口で「自動収受機⑧のボタンを押してスタッフを呼び出して申告」の上、「最初に阪神高速道路に乗った料金所での支払い時に受け取った領収書（利用証明書/通行証）のカメラへの提示」が必要。これに伴う再度の料金は発生しない。
  - 阪神高速では、乗り継ぎ迂回措置により周辺一般道路への渋滞が予想されるため、大和川線などを利用した広域迂回のほか、特に松原線の南行では喜連瓜破出口を先頭に激しい渋滞が予想されるため、渋滞時は1つ手前の駒川出口の利用を検討するよう呼び掛けている。

なお、上述の迂回に伴う料金調整措置は、2024年12月7日5時に喜連瓜破 - 三宅JCTの通行止が解除されて通行再開となる（当初の見込みから通行再開が早まった）事に伴い、通行再開にあわせて終了することが発表されている。

#### 終了した乗り継ぎ
- 3号神戸線 月見山 ⇔ 7号北神戸線 布施畑西
  - 1986年4月25日、7号北神戸線（前開-布施畑西）開通に伴い開始。
  - 2003年8月26日、31号神戸山手線（白川JCT-神戸長田）開通に伴い終了。
- 3号神戸線 柳原  ⇔ 31号神戸山手線 神戸長田
  - 2003年8月26日、31号神戸山手線（白川JCT-神戸長田）開通に伴い開始。
  - 2010年12月18日、31号神戸山手線（神戸長田-湊川JCT）開通に伴い終了。
- 8号京都線 鴨川東 ⇔ 8号京都線 上鳥羽
  - 2008年6月1日、8号京都線（山科-鴨川東）開通に伴い開始。
  - 2011年3月27日、8号京都線（鴨川東-上鳥羽）開通に伴い終了。
- 3号神戸線 中之島西 ⇔ 16号大阪港線 波除
  - 1990年3月24日開始。
  - 2013年5月25日、2号淀川左岸線（島屋-海老江JCT）開通に伴い終了。

### ETC割引
2009年4月1日から、高速道路利便増進事業を活用して割引が拡充された。日・時間帯の条件がある割引は、入口通過時刻が基準となる。2014年現在、ETCマイレージサービスは無期限、8号京都線の時間帯割引は2018年度末まで、その他については2017年度末まで実施予定となっている。
NEXCO・本四との乗継割引
2012年1月1日開始。NEXCO西日本・JB本四高速の高速道路との連続利用で、かつ、接続地点からの阪神高速の営業距離が6km以下の場合、普通車100円引き、大型車210円引き。
西線内々利用割引
2012年1月1日開始。旧阪神西線（2012年10月1日から32号新神戸トンネルを含む）のみの利用で営業距離が6kmを超える場合、普通車100円又は110円引き、大型車200円又は210円引き。
池田線端末平日通勤時間帯割引
2012年1月1日からは「池田線端末区間割引」の一部として実施。月曜日〜金曜日（祝日を除く）の6時-9時前または17時-20時前の時間帯に11号池田線の神田-池田木部間のみを利用する場合、割引後料金は普通車150円、大型車310円。
西大阪線早朝夜間割引
2012年1月1日からは「西大阪線端末区間割引」の一部として実施。22時-6時前の時間帯に17号西大阪線の北津守-安治川間のみを利用する場合、割引後料金は普通車100円、大型車210円。
環境ロードプライシング
ロードプライシング#都市高速道路の環境ロードプライシングを参照
大口・多頻度割引
運送業者などを対象に実施されている割引。ETCコーポレートカードによる無線通行が前提となっており、暦月1ヶ月間の利用額に応じて割り引かれる。NEXCOと同様に車両単位割引と契約単位割引の組み合わせになっているが、契約単位割引は利便増進事業で追加されたものである。
車両単位割引は、カードごとの月間利用額に応じて次表Aのようになる。ただし、2012年1月から2017年3月までの阪神圏利用分は、次表Bの内容に拡充される。この間、阪神圏と京都線の両方の利用がある場合は、利用額合計を基に表A・表Bそれぞれの割引率で割引額を計算後、表Bによって算出された額には利用額合計に占める阪神圏の利用額の割合を、表Aによって算出された額には同じく京都線の利用額の割合をそれぞれ乗じて端数処理後、合算する。端数処理は、割引額を1円単位に四捨五入する。
| 月間利用額                      | 割引率 |
| ------------------------------- | ------ |
| 5,000円以下の部分               | 0%     |
| 5,000円超 - 10,000円以下の部分  | 3%     |
| 10,000円超 - 35,000円以下の部分 | 6%     |
| 35,000円超 - 70,000円以下の部分 | 8%     |
| 70,000円超の部分                | 13%    |

| 月間利用額                      | 割引率 |
| ------------------------------- | ------ |
| 5,000円以下の部分               | 0%     |
| 5,000円超 - 10,000円以下の部分  | 10%    |
| 10,000円超 - 30,000円以下の部分 | 15%    |
| 30,000円超の部分                | 20%    |

契約単位割引は、1契約者で100万円を超え、かつ、1台平均5,000円を超える場合、5%引き。ただし、2012年1月から2017年3月までの阪神圏利用分は10%引き。この間、阪神圏と京都線の両方の利用がある場合は、車両単位割引と同様に按分計算で割引額を算出する。
ETCマイレージサービス
 基礎的なサービス内容については、ETC割引制度#ETCマイレージサービス（マイレージ割引）を参照
基本ポイントは100円につき3ポイント。加算ポイントは月間利用額の各部分100円につき次表のように付与される。還元額（無料通行分）への交換単位は 100ポイント＝100円分。
- 2009年9月30日まで最低交換ポイントは500ポイントだった。

| 月間利用額                      | 付与ポイント （100円につき） |
| ------------------------------- | ---------------------------- |
| 10,000円以下の部分              | 0ポイント                    |
| 10,000円超 - 35,000円以下の部分 | 3ポイント                    |
| 35,000円超 - 70,000円以下の部分 | 5ポイント                    |
| 70,000円超の部分                | 10ポイント                   |

阪神圏でのポイント発行は2012年3月利用分（4月20日付与）で終了した。ただし、その後の加算ポイントについては、阪神圏と京都線の利用額合計によって上表に従い算出後、全体の利用額に占める京都線の利用額の割合を乗じたものとなる。

### 2011年までの料金圏別均一料金制（阪神圏）
2011年12月までは、阪神圏の路線を下記の3つの料金圏に分けて、原則として料金圏内は均一の料金としていた。内容は、2011年12月当時のものである。
| 料金圏   | 区間                      | 普通車 | 大型車  |
| -------- | ------------------------- | ------ | ------- |
| 阪神東線 | 1号環状線                 | 700円  | 1,400円 |
| 阪神東線 | 2号淀川左岸線             | 700円  | 1,400円 |
| 阪神東線 | 3号神戸線（西宮以東）     | 700円  | 1,400円 |
| 阪神東線 | 4号湾岸線（助松JCT以北）  | 700円  | 1,400円 |
| 阪神東線 | 5号湾岸線 （鳴尾浜以東）  | 700円  | 1,400円 |
| 阪神東線 | 11号池田線                | 700円  | 1,400円 |
| 阪神東線 | 12号守口線                | 700円  | 1,400円 |
| 阪神東線 | 13号東大阪線              | 700円  | 1,400円 |
| 阪神東線 | 14号松原線                | 700円  | 1,400円 |
| 阪神東線 | 15号堺線                  | 700円  | 1,400円 |
| 阪神東線 | 16号大阪港線              | 700円  | 1,400円 |
| 阪神東線 | 17号西大阪線              | 700円  | 1,400円 |
| 阪神西線 | 3号神戸線（西宮以西）     | 500円  | 1,000円 |
| 阪神西線 | 5号湾岸線（鳴尾浜以西）   | 500円  | 1,000円 |
| 阪神西線 | 7号北神戸線               | 500円  | 1,000円 |
| 阪神西線 | 31号神戸山手線            | 500円  | 1,000円 |
| 阪神南線 | 4号湾岸線 （助松JCT以南） | 500円  | 1,000円 |

路線の末端部分や料金圏境には、特定料金区間があった。
| 路線        | 路線         | 区間                           | 普通車 | 大型車 |
| ----------- | ------------ | ------------------------------ | ------ | ------ |
| 特定区間I   | 3号神戸線    | 尼崎西-料金区界（武庫川）      | 150円  | 300円  |
| 特定区間I   | 4号湾岸線    | 泉大津-料金区界（助松）        | 150円  | 300円  |
| 特定区間II  | 13号東大阪線 | 東大阪JCT-西石切町（第二阪奈） | 200円  | 400円  |
| 特定区間II  | 4号湾岸線    | 高石-料金区界（助松）          | 200円  | 400円  |
| 特定区間II  | 17号西大阪線 | 北津守-安治川                  | 200円  | 400円  |
| 特定区間II  | 5号湾岸線    | 尼崎東海岸-料金区界（鳴尾浜）  | 200円  | 400円  |
| 特定区間II  | 3号神戸線    | 芦屋-料金区界（武庫川）        | 200円  | 400円  |
| 特定区間II  | 5号湾岸線    | 西宮浜-料金区界（鳴尾浜）      | 200円  | 400円  |
| 特定区間III | 11号池田線   | 神田-池田木部                  | 300円  | 600円  |

#### 割引通行券
いずれも現金支払いの車のみが対象。ETC車は後述のように同等の割引があった。2011年12月31日を以って発売を終了した。
湾岸線通し割引券（湾岸線3線通し通行券）
4号湾岸線・5号湾岸線を直通して阪神南線・阪神東線・阪神西線の3料金圏（いずれも特定料金区間を除く）を連続利用する場合にのみ購入できた。発売額は普通車1,500円（200円引き）、大型車3,000円（400円引き）。3号神戸線の料金所では発売していなかったため、3号神戸線から5号湾岸線への乗り継ぎには使えなかった。
湾岸線2線通し通行券
5号湾岸線を経由して阪神東線・阪神西線（いずれも特定料金区間を除く）を連続利用する大型車のみ購入できた。発売額は1,700円（200円引き）。3号神戸線と5号湾岸線の乗り継ぎ利用も可。3号神戸線経由の（芦屋TBまたは尼崎TBを通過する）場合は、差額200円を支払わなければならない。

#### 廃止されたETC割引
新神戸トンネル連続利用割引を除いて、2011年12月31日を以って終了した。
平日時間帯割引
割引率と割引前後の普通車料金一覧である。特定料金区間も通常区間と同様の割引率であった（割引額は10円単位に四捨五入。ただし、10円未満となる場合は10円とする。）。
| 時間帯        | 阪神東線           | 阪神南線           | 阪神西線           |
| ------------- | ------------------ | ------------------ | ------------------ |
| 0時 - 6時前   | 20%（700円→560円） | 20%（500円→400円） | 20%（500円→400円） |
| 6時 - 22時前  | 割引なし（700円）  | 割引なし（500円）  | 割引なし（500円）  |
| 22時 - 24時前 | 20%（700円→560円） | 20%（500円→400円） | 20%（500円→400円） |

- 2010年3月31日までは6時-22時前の時間帯にも割引があり、6時-7時前、11時-16時前および19時-22時前は10%引き（社会実験）、7時-11時前および16時-19時前は3%引きであった。

土曜・休日割引
割引率と割引前後の普通車料金一覧である。特定料金区間も通常区間と同じ割引率であった（割引額は10円単位に四捨五入。ただし、10円未満となる場合は10円とする。）。
| 時間帯 | 阪神東線           | 阪神南線           | 阪神西線           |
| ------ | ------------------ | ------------------ | ------------------ |
| 終日   | 20%（700円→560円） | 20%（500円→400円） | 20%（500円→400円） |

- 2011年3月31日までは、普通車に限り割引率は30%（割引額は50円単位に24捨25入）とされていた。

湾岸線連続利用割引
4号湾岸線・5号湾岸線上の料金圏境通過1回ごとに、先に通行する料金圏（特定料金区間を除く）について普通車100円引き、大型車200円引き。本割引適用後料金に平日時間帯割引または土曜・休日割引を重複適用した。
新神戸トンネル連続利用割引（2012年9月30日限りで事実上廃止）
3号神戸線（生田川）または7号北神戸線（箕谷合併料金所）と新神戸トンネル有料道路を連続利用する場合、普通車300円引き、大型車600円引き。
- 2008年6月24日に社会実験として開始。当初は新神戸トンネルの料金について適用し、全車種一律150円引き。また、3号神戸線と新神戸トンネルの連続利用は対象外であった。
- 2009年4月1日から利便増進事業による割引となり、普通車300円引き、大型車600円引きに拡充。
- 2011年4月1日から阪神高速の料金への適用に変更。また、3号神戸線との乗り継ぎも対象になった。

2012年10月1日に新神戸トンネル有料道路が阪神高速道路へ移管されたことに伴い廃止されたが、協定・事業許可・料金公告においては、阪神高速の他の路線との連続して通行する時の料金として名目上は存続している。

### 料金の推移
普通車の通行料金改定の経緯は下表のとおりである。
| 料金改定年月日 | 普通車の通行料金 | 普通車の通行料金 | 普通車の通行料金 | 普通車の通行料金 | 備考                                                                 |
| 料金改定年月日 | 阪神東線         | 阪神西線         | 阪神南線         | 京都線           | 備考                                                                 |
| -------------- | ---------------- | ---------------- | ---------------- | ---------------- | -------------------------------------------------------------------- |
| 1964年06月28日 | 50円             | 未開業           | 未開業           | 未開業           | 大阪地区の料金を設定。                                               |
| 1966年10月18日 | 50円             | 30円             | 未開業           | 未開業           | 兵庫地区の料金を設定。                                               |
| 1967年03月10日 | 100円            | 30円             | 未開業           | 未開業           |                                                                      |
| 1968年05月01日 | 150円            | 30円             | 未開業           | 未開業           |                                                                      |
| 1968年07月30日 | 150円            | 100円            | 未開業           | 未開業           |                                                                      |
| 1970年02月23日 | 150円            | 150円            | 未開業           | 未開業           |                                                                      |
| 1970年10月01日 | 200円            | 150円            | 未開業           | 未開業           |                                                                      |
| 1974年11月21日 | 250円            | 150円            | 未開業           | 未開業           |                                                                      |
| 1978年03月25日 | 300円            | 150円            | 未開業           | 未開業           |                                                                      |
| 1980年04月01日 | 350円            | 150円            | 未開業           | 未開業           |                                                                      |
| 1981年06月28日 | 400円            | 250円            | 未開業           | 未開業           | これまでの大阪地区・兵庫地区を改め、阪神東線・阪神西線の料金を設定。 |
| 1985年08月10日 | 400円            | 300円            | 未開業           | 未開業           |                                                                      |
| 1987年07月15日 | 450円            | 300円            | 未開業           | 未開業           |                                                                      |
| 1989年04月01日 | 500円            | 300円            | 未開業           | 未開業           |                                                                      |
| 1993年11月04日 | 500円            | 300円            | 100円            | 未開業           | 阪神南線の料金を設定                                                 |
| 1994年04月02日 | 500円            | 300円            | 500円            | 未開業           |                                                                      |
| 1994年05月09日 | 600円            | 400円            | 500円            | 未開業           |                                                                      |
| 1999年01月01日 | 700円            | 500円            | 500円            | 未開業           |                                                                      |
| 2008年03月27日 | 700円            | 500円            | 500円            | 450円            | 京都線の料金を設定                                                   |
| 2012年01月01日 | 500円 - 900円    | 500円 - 900円    | 500円 - 900円    | 450円            | 距離別制へ移行（京都線を除く）                                       |
| 2014年04月01日 | 510円 - 930円    | 510円 - 930円    | 510円 - 930円    | 460円            | 消費税8%への増税に伴う値上げ                                         |

### 対距離料金制導入の経緯
阪神高速道路などの都市高速道路で採用されてきた均一料金制は、ネットワークが拡大するにつれて1回あたりの利用距離のばらつきが大きくなり、利用程度に応じた負担という点で不公平さが増すなどの諸課題が顕在化しつつあった。ETCの活用により、大量交通の効率処理と利用区間の把握の両立およびネットワークの有効活用に資する弾力的な料金設定も可能となることから、2000年（平成12年）11月30日の第101回道路審議会において、ETC利用を基本とする新たな料金制度を導入すべきとの答申がなされた。
2003年（平成15年）12月22日、道路関係四公団民営化の基本的枠組みについての政府・与党申し合わせにおいて、2008年度（平成20年度）を目標に対距離料金制を導入することとされた。しかし、リーマンショックによる景気悪化により延期され、さらに自公連立政権から民社国連立政権による政権交代で、計画は見直されることになった。

#### 当初の料金案
会社発足から間もない2005年（平成17年）11月にパブリックコメントが行われ、料率31円/km、ターミナルチャージ290円（いずれも普通車の場合）とする対距離料金制の基本設計イメージが公表された。翌年3月の高速道路機構との協定および事業許可に平成20年度以降の料金の額として載るも、「社会経済情勢、社会実験の結果等を勘案し、長距離利用に対する料金に上限を設定する等の負担軽減措置など、料金の設定等について改めて検討し、見直しを行うものとする。」とされた。
2006年（平成18年）12月2日からは、ETC距離別割引社会実験が開始された。内容はETC割引制度#都市高速道路の距離別割引社会実験を参照のこと。
2007年（平成19年）9月、距離料金の具体案が発表された。この案では、多くの利用が単一料金圏内で完結する現状を踏まえ、また長距離利用負担の抑制の観点などから、料金圏を当面存続し、阪神東線400円-1,200円、阪神西線400円-1,000円、阪神南線400円-600円（いずれも普通車の料金。以下同じ。）とされた。

#### 導入延期
しかし、原油価格の高騰などで厳しい経済局面となり、それを受けて2008年8月29日に打ち出された「安心実現のための緊急総合対策」（「安心実現のための緊急総合対策」に関する政府・与党会議、経済対策閣僚会議合同会議）で、対距離料金制の導入は延期されることになった。9月にはリーマンショックが襲い、さらなる対策として打ち出された「生活対策」（平成20年10月30日、新たな経済対策に関する政府・与党会議、経済対策閣僚会議合同会議）により、阪神高速と首都高速においても料金引下げが行われることになった。同年12月の道路特定財源の一般財源化についての政府・与党合意では、生活対策による料金引下げ後（2011年度以降）に上限料金を抑えた対距離料金制度を検討することとされた。
2009年（平成21年）2月24日に国土交通大臣同意がなされた高速道路利便増進事業計画では、2011年度から2014年度までは、阪神東線600円-800円、阪神西線・阪神南線450円-600円、2015年度から2017年度までは、阪神東線500円-900円、阪神西線400円-700円、阪神南線400円-600円という体系が検討にあたっての基本として示されたが、後述のように政権交代後の計画変更で大幅に見直しされることになった。

#### 政権交代後の新たな料金案
2009年8月30日に執行された第45回衆議院議員総選挙で、高速道路原則無料化をマニフェストに掲げる民主党が勝利した。しかし、阪神高速と首都高速は無料化の対象外とする旨を選挙前から党幹部が発言しており、2010年度から実施の無料化社会実験についての発表資料において、阪神高速と首都高速は対象区間の割合を示す分母からも除外されている。
2010年（平成22年）4月9日、民主党政権主導で決められた新たな料金割引案が国土交通省から発表された。この中で阪神高速と首都高速については、移動を阻害しているとして料金圏を撤廃し、下限500円・上限900円とする対距離料金制案が示され、地方議会での議決を前提に同年末〜翌年初めごろを目途に試行導入とされた。しかし、割引財源の一部を道路整備へ転用することから、特にNEXCO・本四高速で実質値上げとなる点が目立ち、利用者のみならず与党内からも強い反発を受け、一旦廃案になった。
2011年（平成23年）2月16日に発表された「高速道路の当面の新たな料金割引」では、阪神高速と首都高速については、前年の料金圏なし500円-900円案に地方からの意見を踏まえた新たなETC割引が盛り込まれ、地方議会での審議期間を考慮して2012年から実施とした（新たなETC割引については当面2013年度までの実施）。2月25日から3月4日まで、高速道路機構と高速道路会社6社による利便増進事業計画変更に伴うパブリックコメントが行われた。
地方議会では、大阪府議会で過半数を占める大阪維新の会が一時反対したものの、会社の経営合理化などを条件に賛成に転じ、2011年11月7日までにすべての議会で可決された。そして、同月9日に事業許可の変更許可が下りて、2012年1月1日の対距離料金制移行が正式決定された。
なお、協定および事業許可においては、2005年度の対距離料金基本設計はそのままで、この料金制度は当分の間の「特別の措置」という扱いになっている。

## パーキングエリア
（括弧）付きは、その方面行きのみ設置されている。
- 3号神戸線 : 京橋PA、尼崎PA（上り）
- 4号湾岸線 : 泉大津PA、泉大津大型専用PA（南行）高石PA (北行)
- 5号湾岸線 : 中島PA、南芦屋浜PA（下り）
- 7号北神戸線 : 前開PA、白川PA
- 12号守口線 : 森小路ミニPA（上り）
- 15号堺線 : 湊町PA（上り）
- 16号大阪港線 : 朝潮橋PA（上り）
- 17号西大阪線 : 弁天町ミニPA（上り）

路外パーキングエリア
2009年より実証実験として、指定された出入口から一時的に高速道路から降り、高速道路外にある施設をパーキングエリアとして利用できる『路外パーキングサービス』を実施している。なお利用には「ETC車載器を搭載した軽・二輪、普通車」・「指定された出入口の料金所を通過し、降りる前と同一の進行方向を走行すること」・「1時間以内の利用」の３つの条件を満たす必要があり、条件を満たさない場合は一旦高速道路の利用を終了したものとみなし、新たに走行料金が発生する。また施設の営業時間外には利用できない。
2024年3月現在、以下の2つの施設が路外パーキングエリアとして利用できる。
- 3号神戸線 : アマドゥ（指定出口:尼崎東出口→指定入口:尼崎西出入口）
- 11号池田線 : ロイヤルホームセンター豊中店（指定出入口:豊中南出入口）

かつて路外パーキングエリアとして利用できた施設は以下のとおり。
- 5号湾岸線 : 尼崎テクノランド（指定出入口:尼崎末広出入口） - 2024年3月31日施設閉鎖に伴い、同日をもって路外PA適用終了[42]。

廃止になったPA
- 14号松原線 : 三宅ミニPA（上り）

2012年9月10日廃止、三宅JCT-松原JCT間6車線化のため。

## 制限速度
制限速度は湾岸線（名谷JCT-垂水JCTは50km/h）と大和川線は80km/h、北神戸線（一部除く）が70-80km/hの他は、ほとんどが40-60km/h制限となっている。